# Gnathopraxithea sarryi
Gnathopraxithea sarryi là một loài bọ cánh cứng trong họ Cerambycidae.